# 獨家報導周刊
《獨家報導周刊》是一家台灣平面媒體雜誌，1988年由沈野創立，目前以雙週刊方式發行，也有郵購服務版面。經營規模屬於第一線媒體，並以全開本版面全彩印刷為主。
該週刊一向以辛辣題材開拓第一線市場(1990年創刊的壹周刊走類似的路線)，期間遭致毀謗官司的控訴，例如名噪港台的璩美鳳事件、張雅琴事件。
在創辦人沈野2010年6月9日過世之後，接手發行的原總編輯林家男，再改回雙周刊發行。2011年2月9日，進入內部重整。2011年10月1日，由張淯取得《獨家報導》經營權，將雜誌改為菊八開彩色本上市銷售，榮譽發行人為璩美鳳，張淯為發行人兼社長。2012年8月17日，張淯成立【獨家報導集團】(獨家報導有限公司)，旗下產業橫跨平面、電子媒體、圖書出版、創業媒合，影視製作、演藝經紀，電子商務、服務媒合、直播、網紅，從創意發想、直播App曝光、程式設計到整體規劃的一個文字影音社交媒合的全方位媒體平台。

## 2001年，璩美鳳光碟事件
於2001年因《獨家報導》報導「璩美鳳偷拍光碟案」，並隨雜誌附贈光碟。光碟內容涉及璩美鳳隱私，致引發風波，造成當事人痛不欲生。璩美鳳狀告《獨家報導》，定讞結果，雜誌負責人須囹圄以償。最後女兒沈嶸代父入獄。

## 2010年5月，經營權糾紛
2010年6月7日，《獨家報導》爆發經營權糾紛，起因於當時為糖尿病及腎病所苦的沈野入院前將發行人的負責權交給當時的總編輯林家男。沈野子女日前帶人到雜誌社要求停止代理發行人一職，雜誌社員工出面表示絕不停刊。 事件中天道盟太陽會行動組組員林志堅（綽號「二代虎」）亦涉入《獨家報導》經營權糾紛。

## 2010年6月9日，沈野辭世
2010年6月9日凌晨，沈野因腎衰竭併發多重器官衰竭，病逝於台北市中心診所，享年七十三歲。過世前，沈野秉承日本「經營之神」松下幸之助「傳賢不傳子」的現代企管精神，在其身體健康時，親自委由當時的經營團隊接班，並將其法制化，經由契約委請總編輯林博凡（即發行人林家男）擔任發行人，並在政府正式登記，完成法定程序。另外，沈野也請出好友馮滬祥擔任榮譽董事長，幫其繼續傳承理念，永續經營。（資料轉引2010/6/9《獨家報導周刊》創辦人沈野先生辭世新聞稿）
2011年2月，《獨家報導》進入重整
2011年2月9日，《獨家報導》在有心人士與財務的雙重壓力下，無預警遣散所有員工，發行了第1117期、24個年頭的《獨家報導》雜誌就此進入黑暗期。發行人林家男也因此面臨沈家子女的官司纏訟，廠商的債務追討，以及原有資深員工的資遣與退休給付。

## 2011年9月，新任社長張淯，臨危受命接下《獨家報導》經營權
在經營權官司告一段落之後，發行人林家男被沈家子女控告的侵佔、商標權等官司皆獲得檢察官的不起訴處分，於是林家男積極組織新團隊，於九月份舉行記者會，對外宣告《獨家報導》將自月底開始發行第1118期，新團隊成員全部皆不支薪，力挺《獨家報導》，而發行時間區隔則改為月刊。同年10月1日，《獨家報導》由張淯主導，二度創刊，因應雜誌大小趨勢，改為菊八開版本，對外發行至今。張淯為資深媒體人出身，將雜誌內容從「腥羶色」轉型為「報真導正、報真導善」，以及「為公義堅持，替弱勢發聲」為新團隊的發展方向。

## 2012年8月17日 ，【獨家報導集團】正式成立
2012年8月17日，張淯正式成立【獨家報導集團】（台灣獨家傳媒有限公司）。張淯多角化發展【獨家報導集團】成為文字影音媒合的全方位媒體平台，旗下子公司包含《獨家報導》、名人堂國際娛樂、民眾日報社、獨家出版社、上承出版社、人神一支便利通訊行。

## 2016年，《獨家報導》創刊30年
【獨家報導集團】設立【獨家國際總裁學院】及【獨家孵化育成中心】，鼓勵台灣青年透過創新與創業向上發展，邀請國際級大師來台，媒合新創者與投資者，打造種子加速器，全力扶植新創領域。

## 外部連結
- 《獨家報導周刊》